# 聖何塞德科利納斯
聖何塞德科利納斯（西班牙語：San José de las Colinas），是洪都拉斯的城鎮，位於該國西北部，由聖巴巴拉省負責管轄，始建於1812年1月28日，面積242.60平方公里，海拔高度286米，2001年人口15,871，人口密度每平方公里65.42人。
15°02′N 88°18′W / 15.033°N 88.300°W